# シゲ
シゲは、日本のライトノベル作家。小説投稿サイト「小説家になろう」に掲載していた『異世界でスローライフを（願望）』が書籍化され、商業作家デビュー。

## 著書
- 『異世界でスローライフを（願望）』（オーバーラップ/オーバーラップノベルス刊、イラスト：オウカ）
  1. 2018年3月25日発売、ISBN 978-4-8655-4331-5
  2. 2018年7月25日発売、ISBN 978-4-8655-4379-7
  3. 2018年12月25日発売、ISBN 978-4-8655-4431-2
  4. 2019年6月25日発売、ISBN 978-4-8655-4514-2
  5. 2020年2月25日発売、ISBN 978-4-8655-4614-9
  6. 2020年8月25日発売、ISBN 978-4-8655-4724-5
  7. 2021年3月25日発売、ISBN 978-4-86554-870-9
  8. 2021年10月25日発売、ISBN 978-4-8240-0026-2
  9. 2022年7月25日発売、ISBN 978-4-8240-0243-3
  10. 2023年4月25日発売、ISBN 978-4-8240-0445-1
  11. 2023年10月25日発売、ISBN 978-4-8240-0633-2
  12. 2024年8月25日発売、ISBN 978-4-8240-0633-2

漫画版（オーバーラップ/コミックガルド連載・ガルドコミックス刊、漫画：長頼、キャラクター原案：オウカ）
1. 2020年2月25日発売、ISBN 978-4-8655-4615-6
2. 2020年8月25日発売、ISBN 978-4-86554-730-6
3. 2021年3月25日発売、ISBN 978-4-86554-873-0
4. 2021年10月25日発売、ISBN 978-4-8240-0034-7
5. 2022年7月25日発売、ISBN 978-4-8240-0251-8
6. 2024年8月25日発売、ISBN 978-4-8240-0922-7